# الفان الشمالي
الفان الشمالي قرية وبلدية في منطقة حماة التابعة لمحافظة حماة في سوريا. تقع قرية الفان الشمالي على بعد 30 كيلومترًا إلى الشمال الشرقي من مدينة حماة، وتُمثِّل هذه القرية الواقعة في ريف حماة الشرقي عقدة وصل حيويَّة بين سلمية وريفها وصوران وريفها. أُحدِثت فيها بلدية في شهر آب (أغسطس) عام 2008، ويتبع لبلدية الفان الشمالي قريتي قصر المخرم وطيبة الاسم.
تشمل المناطق القريبة منها صوران وكوكب إلى الغرب، ومعان إلى الشمال الغربي، وعطشان إلى الشمال، وقصر أبو سمرة إلى الشمال الشرقي، والحمراء إلى الشرق، والصبورة إلى الجنوب الشرقي، والفان القبلي وزغرين إلى الجنوب، ومعرشحور إلى الجنوب الغربي.
بلغ عدد سكان الفان الشمالي 1,877 نسمة حسب تعداد عام 2004 الصادرة عن المكتب المركزي للإحصاء، وهم من المسلمين السُّنّة، في حين أن سكان معظم القرى والنُجُوع المحيطة بها هم من العلويين.
مع اندلاع الثورة السورية وانخراطها في الحراك الثوري ضد نظام بشار الأسد، ارتكب النظام مجزرتين بحق أهالي الفان الشمالي يوم 2 أيلول ويوم 4 أيلول (سبتمبر) عام 2012، راح ضحيتها 29 مدنيًا بينهم طفلان. أدّت هاتين المجزرتين إلى تهجير عدد كبير من السكان الذين تركوا قريتهم قاصدين مناطق متفرقة (اتَّجه معظهم إلى منطقة الحمراء في ريف حماه الشرقي، ثمَّ انتقلوا إلى محافظة إدلب)، وذلك خوفًا من التعرُّض لحوادث مماثلة.

## التاريخ
في يوم 27 أيار (مايو) عام 2013، أعلنت الفصائل الثورية تحرير قرية الفان الشمالي بعد سيطرتها على مداجن طهماز الواقعة على تخوم القرية، ثمَّ واصلت الفصائل تقدمها وأطبقت الحصار على قرية الفان الوسطاني بعد معارك مع قوّات نظام بشار الأسد تمكَّنت خلالها من تدمير دبابة تي-72، وذلك في إطار معركة «الجسد الواحد» التي كانت قد أطلقتها الفصائل يوم 9 نيسان 2013.
أعلنت هيئة تحرير الشام والفصائل المسلحة تحرير القرية من قوات نظام الأسد يوم 1 ديسمبر 2024، وذلك في إطار معركة حماة التي تكلَّلت بتحرير سوريا وسقوط نظام الأسد.

## مجزرة الفان الشمالي
في يوم 2 أيلول (سبتمبر) عام 2012 عند حوالي الساعة 5.45 صباحًا شنَّت قوَّات الأسد والشبيحة هجومًا على الفان الشمالي وقاموا بفتح الرصاص الحيّ بكثافة بعد أن اقتحموا القرية من جهة الغرب، واتجهوا شرقًا فكانوا على أطرافها من الشرق حيث يوجد عدد من المداجن، وتمركزت دبابتين وعدد من السيارات المليئة بالجنود وسيارات أخرى ثُبِّت عليها رشاشات ثقيلة، وكانت تطلق النار على أي شخص يتحرك، وقام الشبيحة بنصب كمين على الأطراف الشرقية للقرية وقتلوا كل من حاول الهروب باتجاه هذا الطريق. راح ضحية المجزرة الأولى 21 شخصًا، من بينهم طفلان لم تتجاوز أعمارهما الثامنة والتاسعة. قام الأهالي بدفن جثامين الضحايا، التي وجدوا بعضها محروقًا، في مقبرة القرية. وبعد إتمام الدفن، هاجر معظم أهالي القرية منها خوفًا من تكرار الحادثة.
وبعد يومين في 4 أيلول، قام عناصر من قوّات النظام والشبيحة باقتحام القرية الساعة السادسة صباحًا من عدّة محاور وسط قطع للاتصالات وإغلاق الطرق المؤدية للقرية، ولم يخرجوا منها حتى الساعة 11 والنصف ظهرًا، وقد بدأ الهجوم من حاجز المياه/حاجز كوكب الواقع غربي القرية، وحاجز المبطن ومعسكر المجنزرات الواقعين جنوبها. راح ضحية المجزرة الثانية ثمانية أشخاص قتلوا رميًا بالرصاص، فضلًا عن سقوط عدد من الجرحى وهدم وحرق العديد من المنازل.
أمَّا الشبكة السورية لحقوق الإنسان فقد وثَّقت مقتل 31 شخص قضوا بإعدامات ميدانية نفّذتها قوات الأسد وشبيحته في هذين الاقتحامين.
كانت ميليشيات الشبيحة التي ارتكبت المجزرة معروفة لدى أهل القرية، وقد جاء من شهادات أحد الناجين من أهل القرية  أن من بين الشبيحة كان هناك عبدو.م الملقب بالزحلوط وهو من قرية الفان الوسطاني وكان يعمل سائق نقل على خط حماة، ثم تحول إلى شبيح وهو معروف لمعظم سكان المنطقة، لقد قام بإطلاق الرصاص على حسين البالغ من العمر 32 عام، ووردان وعمره 19 عامًا، وأحمد وعمره 37 سنة. كما قام الشبيح سائر.ح بإطلاق الرصاص على الشاب رياض وقتله، وعندما خرجت والدتهم وبدأت بالصياح ونادته باسمه قام بإطلاق الرصاص على رأسها فقتلها بالقرب من أولادها. جرى اعتقال عدد من أبناء القرية خلال ارتكاب المجزرة حيث طالت عمليات الاعتقال 17 مدنيًا من أهالي القرية أطلق سراح 15 منهم، في حين بقي مصير اثنان وهما مجد أحمد الرزوق وهيثم سليمان مجهولًا. استطاع أهالي القرية الناجين التعرُّف على هوية بعض العناصر الذين شاركوا في ارتكاب المجزرة، فقد كان الضالع الأول عن تنفيذ المجزررتين النقيب يونس.ع المسؤول عن حاجز قرية المبطن وينحدر من مصياف، وقد تم تكريمه لاحقًا من قبل أهالي قرية الطليسية بمنحه وسام شرف ومبلغ مليون ليرة وزوجوه إحدى فتيات القرية، والمدعو سفر.خ من قرية الزغبة، ومحمد ابن مختار قرية الشعتة، والمدعو أسامة.ع من قرية الزغبة، وأبو دانيال من قرية الفان الجنوبي، وهو عنصر في فرع أمن الدولة، وجميل.ز من قرية الفان الجنوبي أيضًا.
بعد حصول المجزرتين يوم 2 ويوم 4 أيلول 2012، هجر عدد كبير من سكان الفان الشمالي قريتهم قاصدين مناطق متفرقة (اتجه معظهم إلى منطقة الحمراء في ريف حماة الشرقي، ثمَّ انتقلوا إلى محافظة إدلب)، وذلك خشية تعرُّضهم لحوادث مماثلة.

## المعالم الأثرية
تحتوي الفان الشمالي على أنقاض برج بيزنطي يعود إلى سنة 576 م.

## الاقتصاد
اشتهرت الفان الشمالي بزارعة الفستق الحلبي والزيتون واللوز والعنب، وتعتمد أيضًا على زراعة محاصيل زراعية مثل القمح والشعير والكمون والعدس.
وعلى صعيد التجارة، فقد أنشأ في القرية العديد من المحال التجارية والصناعية ماجعل من البلدة مركز تجاري هام بالنسبة للقرى المجاورة. تعرضت بعض المحال للإحراق على يد نظام الأسد في أيلول 2012.

## الخدمات
يوجد في القرية مركز بريد لخطوط الهواتف الأرضية ومركز طوارئ كهرباء.
يعتمد معظم سكان القرية على المياه السطحية للشرب ولسقاية محاصيلهم الزراعية والخضراوات. كما تشتهر بلدة الفان الشمالي بعذوبة مياه الشرب فيها.